# پیک فارست
پیک فارست (به انگلیسی: Peak Forest) یک روستا و محله مدنی در بریتانیا است که در High Peak واقع شده‌است. پیک فارست ۳۳۵ نفر جمعیت دارد.